# Agalmyla bracteata
Agalmyla bracteata är en tvåhjärtbladig växtart som först beskrevs av Otto Stapf, och fick sitt nu gällande namn av Brian Laurence Burtt. Agalmyla bracteata ingår i släktet Agalmyla och familjen Gesneriaceae. Inga underarter finns listade i Catalogue of Life.